# P. J. Washington
Pour les articles homonymes, voir Washington.
Paul Jamaine "P. J." Washington Jr., né le 23 août 1998 à Louisville dans le Kentucky, est un joueur américain de basket-ball évoluant au poste d'ailier fort et mesurant 1,99 m.

## Biographie
P.J. Washington est né dans le Kentucky, mais a grandi dans la région de Dallas. De ses 9 à 13 ans, il assiste régulièrement aux matchs des Mavericks de Dallas. C’est dans cette ville que s’affirme son envie de jouer au basket de haut niveau. 

### Carrière universitaire
Il effectue son cursus universitaire avec les Wildcats du Kentucky pendant deux ans, durant ces deux saisons, il tourne à 12,9 points, 6,6 rebonds, 1,7 passe décisive, 0,9 interception et 1,2 contre par match.
Il se déclare ensuite candidat pour la draft 2019 où il est attendu comme un choix de loterie.

### Carrière professionnelle

#### Hornets de Charlotte (2019-février 2024)
Le 23 octobre 2019, Washington fait ses débuts avec les Hornets lors d'une victoire 126-125 contre les Bulls de Chicago, il inscrit 27 points, 4 rebonds, 1 passe décisive, 1 interception, 1 contre et 7 Paniers à trois points, ce qui est le record de tirs à trois points marqués pour un début en NBA.
Il prolonge pendant l'été 2023 avec les Hornets pour un contrat de 48 millions de dollars sur trois ans.

#### Mavericks de Dallas (depuis février 2024)
En février 2024, il est transféré aux Mavericks de Dallas contre Grant Williams et Seth Curry.

## Palmarès
- NBA All-Rookie Second Team en 2020.
- Champion de la conférence ouest en 2024.

## Statistiques

### Universitaires
| Saison    | Équipe   | Matchs | Titul. | Min./m | % Tir | % 3pts | % LF | Rbds/m. | Pass/m. | Int/m. | Ctr/m. | Pts/m. |
| --------- | -------- | ------ | ------ | ------ | ----- | ------ | ---- | ------- | ------- | ------ | ------ | ------ |
| 2017-2018 | Kentucky | 37     | 30     | 27,4   | 51,9  | 23,8   | 60,6 | 5,70    | 1,54    | 0,76   | 0,84   | 10,84  |
| 2018-2019 | Kentucky | 35     | 33     | 29,3   | 52,2  | 42,3   | 66,3 | 7,54    | 1,80    | 0,86   | 1,23   | 15,17  |
| Carrière  | Carrière | 72     | 63     | 28,3   | 52,1  | 38,4   | 63,2 | 6,60    | 1,67    | 0,81   | 1,03   | 12,94  |

### Professionnelles

#### Saison régulière
| Saison    | Équipe    | Matchs | Titul. | Min./m | % Tir | % 3pts | % LF | Rbds/m. | Pass/m. | Int/m. | Ctr/m. | Pts/m. |
| --------- | --------- | ------ | ------ | ------ | ----- | ------ | ---- | ------- | ------- | ------ | ------ | ------ |
| 2019-2020 | Charlotte | 58     | 57     | 30,3   | 45,5  | 37,4   | 64,7 | 5,40    | 2,10    | 0,90   | 0,80   | 12,20  |
| 2020-2021 | Charlotte | 64     | 61     | 30,5   | 44,0  | 38,6   | 74,5 | 6,50    | 2,50    | 1,10   | 1,20   | 12,90  |
| 2021-2022 | Charlotte | 65     | 28     | 27,2   | 47,0  | 36,5   | 71,6 | 5,20    | 2,30    | 0,90   | 0,90   | 10,30  |
| 2022-2023 | Charlotte | 73     | 73     | 32,6   | 44,4  | 34,8   | 73,0 | 4,90    | 2,40    | 0,90   | 1,10   | 15,70  |
| Carrière  | Carrière  | 260    | 219    | 30,2   | 45,0  | 36,6   | 71,1 | 5,50    | 2,30    | 0,90   | 1,00   | 12,90  |

Mis à jour le 30 septembre 2023

## Records sur une rencontre en NBA
Les records personnels de PJ Washington en NBA sont les suivants, :
| Type de statistique        | Saison régulière | Saison régulière          | Saison régulière | Playoffs | Playoffs                | Playoffs      |
| Type de statistique        | Record           | Adversaire                | Date             | Record   | Adversaire              | Date          |
| -------------------------- | ---------------- | ------------------------- | ---------------- | -------- | ----------------------- | ------------- |
| Points                     | 43               | 2 fois                    | 2 fois           | 29       | Thunder d'Oklahoma City | 9 mai 2024    |
| Paniers marqués            | 17               | @ Jazz de l'Utah          | 27 janvier 2024  | 11       | 2 fois                  | 2 fois        |
| Paniers tentés             | 24               | @ Thunder d'Oklahoma City | 28 mars 2023     | 23       | Thunder d'Oklahoma City | 11 mai 2024   |
| Paniers à 3 points réussis | 7                | 2 fois                    | 2 fois           | 7        | Thunder d'Oklahoma City | 9 mai 2024    |
| Paniers à 3 points tentés  | 11               | 3 fois                    | 3 fois           | 12       | Thunder d'Oklahoma City | 11 mai 2024   |
| Lancers francs réussis     | 12               | Hawks d'Atlanta           | 8 décembre 2019  | 2        | 2 fois                  | 2 fois        |
| Lancers francs tentés      | 13               | Hawks d'Atlanta           | 8 décembre 2019  | 4        | 2 fois                  | 2 fois        |
| Rebonds offensifs          | 6                | 2 fois                    | 2 fois           | 4        | Thunder d'Oklahoma City | 13 mai 2024   |
| Rebonds défensifs          | 17               | @ Thunder d'Oklahoma City | 23 janvier 2025  | 9        | Thunder d'Oklahoma City | 9 mai 2024    |
| Rebonds totaux             | 19               | @ Thunder d'Oklahoma City | 23 janvier 2025  | 12       | Thunder d'Oklahoma City | 13 mai 2024   |
| Passes décisives           | 7                | 3 fois                    | 3 fois           | 4        | 2 fois                  | 2 fois        |
| Interceptions              | 4                | 8 fois                    | 8 fois           | 2        | 8 fois                  | 8 fois        |
| Contres                    | 6                | Hawks d'Atlanta           | 9 janvier 2021   | 2        | 2 fois                  | 2 fois        |
| Balles perdues             | 6                | Grizzlies de Memphis      | 1er janvier 2021 | 3        | Clippers de Los Angeles | 28 avril 2024 |
| Minutes jouées             | 49               | Heat de Miami             | 17 février 2022  | 41       | Clippers de Los Angeles | 28 avril 2024 |

- Double-double : 40 (dont 3 en playoffs)
- Triple-double : 0

Dernière mise à jour : 16 mars 2025